# Javorje, Šentjur
Javorje je naselje v Občini Šentjur. 
V kraju stoji romarska cerkev svete Helene iz 15. stoletja, ki je podružnična cerkev v Župniji Slivnica pri Celju. Območje je znano predvsem po vinogradništvu in vsakoletnem martinovanju Martin na star način, kjer na dve leti okronajo tudi vinsko kraljico Svete Helene.
V kraju stoji tudi spomenik petim žrtvam Štajerskega bataljona, ki so padle tam, ter v spomin Bračičeve brigade.